# 黑夜之后 (小说)
《天黑以后》，是日本小说作家村上春树于2004年出版的小说。故事采用两条平行线的方式叙述，与作者其他一些小说如《世界尽头与冷酷仙境》和《海边的卡夫卡》类似。

## 人物介紹
「淺井惠麗」
在故事中一直長眠，醒後思索著自己身在何處。
「淺井瑪麗」
惠麗的妹妹，曾協助薰解決問題
「高橋」
與惠麗為好友，書中曾陪伴瑪麗長談。
「薰」
旅館老闆，曾作為職業格鬥拳手。
「蟋蟀」
為薰工作的服務人員，擁有不可告人的過去。
「白川」
曾打傷中國妓女的上班族。
「我」
帶領小說場景變換的角度，類似攝影機的設定而不同其他角色有任何交流。